# エスナ・ボイド
エスナ・ボイド（Esna Boyd, 1899年9月21日 - 1966年）は、オーストラリア・メルボルン出身の女子テニス選手。全豪選手権（現在の全豪オープンテニス）で女子競技部門の黎明期に活躍した選手で、第1回大会の1922年から1926年まで5年連続の女子シングルス準優勝で止まっていたが、1927年に6度目の挑戦で女子シングルス優勝者になった人物である。女子ダブルスでは4勝、混合ダブルスでは3勝を挙げ、両部門での第1回大会優勝者となった。

## 来歴
現在「全豪オープン」として知られる全豪選手権には1905年の第1回大会から1921年までは男子シングルス・男子ダブルスの2部門のみであった。
1922年に女子シングルス・女子ダブルス・混合ダブルスの3部門が新設され、エスナ・ボイドは女子競技部門の3部門すべてで決勝進出を果たし、女子ダブルス・混合ダブルスの2部門で第1回大会の優勝者となったが、女子シングルス決勝ではマーガレット・モールズワース（1894年 - 1985年）に 3-6, 10-8 で敗れて準優勝になった。
1923年には前年と同じモールズワースに、1924年はシルビア・ランス、1925年と1926年はダフネ・アクハーストにそれぞれ敗れ、5年連続で準優勝となっている。
1927年の第6回大会でシルビア・ランス・ハーパーを 5-7, 6-1, 6-2 の逆転で破り、宿願のシングルス初優勝を達成した。
女子ダブルスでは通算4勝を挙げたが、パートナーはその都度異なった選手たちと組んでいた。第1回大会で組んだ選手はマージョリー・マウンテン、1923年はシルビア・ランス、1926年はメリル・オハラウッド、1928年はダフネ・アクハーストと組んだ。混合ダブルスでは1922年・1926年・1927年に3勝を挙げたが、パートナーはすべてジョン・ホークスであった。
後にアングス・ロバートソンと結婚し、選手引退後はスコットランドに移住した。
生没年月日については長い間不明とされ、「1901年生まれ、1962年没」（どちらも日付は不明）と考えられてきたが、2008年に改訂されたバド・コリンズ編「テニス百科事典」の最新版により、ボイドの生涯について「1899年9月21日メルボルン生まれ、1966年にスコットランドで死去」と示された。

## 全豪選手権の成績
- 女子シングルス：1勝（1927年）　［準優勝6度：1922年-1926年・1928年］
- 女子ダブルス：4勝（1922年＆1923年・1926年・1928年）
- 混合ダブルス：3勝（1922年・1926年・1927年）